# رسالة الغفران
رسالة الغفران هي عملٌ أدبي لأبي العلاء المعري، شاعر وفيلسوف من العصر العباسي (363 هـ - 449 هـ) (973 -1057م)، تعتبر من أجمل ما كتب المعري في النثر، وهي رسالة تصف الأحوال في النعيم والسعير والشخصيات هناك، وقيل أن دانتي أليغييري، صاحب الملحمة الشعرية الكوميديا الإلهية أخذ عن أبي العلاء فكرة الملحمة ومضمونها.
كتب عبد الفتاح كيلطو أن رسالة الغفران لم تكن مشهورة في عهده وأن معاصري أبي العلاء لم يعيروها اهتماما كبيرا، ولم يعتبروها تتميز عن باقي رسائله، كرسالة الملائكة، أو رسالة الجنز. في القرن العشرين أصبح كتاب المعري أكثر رواجا وانتشارا بفضل دانتي، حيث اشتهرت رسالة الغفران لأنها اعتبرت كرافد من الروافد التي غذت الكوميديا الإلهية.
وقد طبعت عدة مرات كانت من أهمها النسخة المحققة من قبل الدكتورة عائشة عبد الرحمن وقد صدرتها بدراسة وافية لرسالة الغفران مع تحقيق لرسالة ابن القارح التي تعتبر المفتاح لفهم الغفران.

## الأهمية الأدبية لرسالة الغفران
في الاصل هي رد ضمني على رسالة ابن القارح وخصها أبو العلاء بقسمين رئسيين قسم الرحلة وقسم الرد والأول قسم تخييلي عجائبي عبر تسلسل للاحداث واكبها مهارة الكاتب تصرفا وتحكما في احداث ابتدءها بكسر لخطية الزمن عبر تجاوزه وتاخيره لاحداث حرصا منه لاضفاء نوع من المتعة لدى القارئ فقدم قسم الجنة علي قسم المحشر والأحرى ان يكون العكس وأنهاها بقطع لتسلسل الاحداث عبر اقامة ومضة ورائية يعود بها للاحداث تقديما وتاخيرا.والثاني (الرد) حديث مباشر موجه إلى ابن القارح دون ضمنيات يؤكد فيها أبو العلاء على أسباب إنشاء الرسالة.
تعد رسالة الغفران لأبي العلاء من أعظم كتب التراث العربي النقدي وهي من أهم وأجمل مؤلفات المعري وقد كتبها رداً على رسالة ابن القارح وهي رسالة ذات طابع روائي حيث جعل المعري من ابن القارح بطلاً لرحلة خيالية أدبية عجيبة يحاور فيها الأدباء والشعراء واللغويين في العالم الآخر، وقد بدأها المعري بمقدمة وصف فيها رسالة ابن القارح وأثرها الطيب في نفسه فهي كلمة طيبة أصلها ثابت وفرعها في السماء ثم استرسل بخياله الجامح إلى بلوغ ابن القارح للسماء العليا بفضل كلماته الطيبة التي رفعته إلى الجنة فوصف حال ابن القارح هناك مطعماً الوصف بآيات قرآنية وأبيات شعرية يصف بها نعيم الجنة وقد استقى تلك الأوصاف من القرآن الكريم مستفيداً من معجزة الإسراء والمعراج، أما الأبيات الشعرية فقد شرحها وعلق عليها لغوياً وعروضياً وبلاغياً.
ويتنقل ابن القارح في الجنة ويلتقي ويحاور عدداً من الشعراء في الجنة من مشاهير الأدب العربي منهم من غفر الله لهم بسبب أبيات قالوها كزهير وشعراء الجنة منهم زهير بن أبي سلمى والأعشى وعبيد بن الأبرص والنابغة الذبياني ولبيد بن أبي ربيعة وحسان بن ثابت والنابغة الجعدي.ثم يوضح قصة دخوله للجنة مع رضوان خازن الجنة ويواصل مسامراته الأدبية مع من يلتقي بهم من شعراء وأدباء ثم يعود للجنة مجدداً ليلتقي عدداً من الشعراء يتحلقون حول مأدبة في الجنة وينعمون بخيرات الجنة من طيور وحور عين ونعيم مقيم. ثم يمر وهو في طريقه إلى النار بمدائن العفاريت فيحاور شعراء الجن مثل «أبو هدرش» ويلتقي حيوانات الجنة ويحوارها ويحاور الحطيئة. ثم يلتقي الشعراء من أهل النار ولا يتوانا في مسامرتهم وسؤالهم عن شعرهم وروايته ونقده ومنهم امرؤ القيس وعنترة بن شداد وبشار بن برد وعمرو بن كلثوم وطرفة بن العبد والمهلهل والمرقش الأكبر والمرقش الأصغر والشنفرى وتأبط شراً وغيرهم. ثم يعود من جديد للجنة ونعيمها.
تعد محاوارات ابن القارح مع الشعراء والأدباء واللغويين التي تخيلها المعري في العالم الآخر مصدراً مهماً من مصادر دراسة النقد الأدبي القديم حيث حوت تلك المسامرات والمحاورات مباحث نقدية مهمة وأساسية في النقد الأدبي.
ركز أبو العلاء المعري في هذا الكتاب على إبراز ما أسماه النص المحوري للرسالة وذلك لإبراز غرضها الأساسي الذي يحدده ب ((التعبير عن نظرة للدين والأدب والحياة بأسلوب أدبي ويركز أيضا على الجانب العقائدي في الرسالة من خلال ربطها بعقيدة أبو العلاء المعري وقد عرف بنقده بأسلوب ساخر يلمح به إلا حالة من عصره عن طريق أفعال الشخصيات أو المكان....
تنقسم إلى 4 مراحل وتعد الحاشية هي من أروع الأماكن طرافة وهي المرحلة المعدله لضمان التراجيديا.

## دلائل رسالة الغفران
تدل رسالة الغفران على دلائل عدة تتصل بعلم أبي العلاء المعري وسعة معرفته وثقافته في نواحي عدة منها:
تبين الرسالة سعة اطلاع أبو العلاء على المفردات اللغوية، ومعرفته للمستعمل منها، والمهل، والشاذ، والنادر، والفصيح، مع إلمامه بمقاييسها وقواعدها وجوه إعرابها.
تظهر الرسالة قدرته على تأليف الكلمات واستعماله لها بطريقة تعددية.
تدلل الرسالة على كثرة اطلاع أبي العلاء على القراءات المتواترة، وعلى أقوال المفسرين وتفاسيرهم بعض الوجوه والأحكام.
تبين الرسالة شدة تمكن أبو العلاء من علمي العروض والقوافي، وكثير من مسائل البيان.
سعة اطلاعه على علم التاريخ ومعرفة الحوادث والرجال مما له صلة بالتاريخ الإسلامي وغيره.